# 柳珣
柳珣，安慶府懷寧縣（今安徽省安慶市）人，明朝军事将领，安遠侯。
柳珣为柳升来孙，其继承父侯爵爵位。嘉靖十九年，命佩征夷副將軍印，征安南莫登庸。莫登庸兵败投降，柳珣加太子太傅。又以討瓊州民变有功，加封少保。死后，赠太保，謚武襄。其爵位傳至明亡。